# Epyx
Epyx est une ancienne société de développement et d'édition  de jeux vidéo américaine. Elle est fondée sous le nom de Automated Simulations en 1978 par Jim Connelley et Jon Freeman afin de distribuer Starfleet Orion, leur premier jeu. Celui-ci se vend plutôt bien et après en avoir publié une suite, ils commencent à développer un jeu basé sur leur passion commune pour Donjons et Dragons, Temple of Apshai, qu’ils publient en 1979. Avec plus de 30 000 copies vendues, il est un des plus gros succès commerciaux de l’époque, ce qui lance définitivement le studio. En 1983, Jon et sa femme quittent le studio, et sa direction est profondément remaniée. Son nouveau directeur, David Morse, décide alors de la rebaptiser Epyx et de se focaliser sur les jeux d’action plutôt que les jeux d’aventures qui ont fait son succès initial, ce qui pousse Jim à quitter lui aussi le studio après le développement de Dragonriders Of Pern. Cette nouvelle orientation permet à Epyx de s’affirmer comme un acteur majeur du secteur grâce notamment au succès de Jumpman, de Pitstop et de Impossible Mission et a un accord signé avec US Gold pour distribuer ses jeux au Royaume-Uni. En 1984, le succès d’Epyx continue avec notamment la sortie de Summer Games qui se vend à plus d’un million d’exemplaires. La société s’impose également comme un éditeur majeur, ce qui lui permet de se développer très rapidement. Son chiffre d’affaires dépasse ainsi les cinq millions de dollars et elle emploie jusqu’à 200 personnes. 
Forte de ses succès, Epyx commence à investir dans de nombreux secteurs d’activités avec notamment le développement d’une console de jeu vidéo portable, baptisé Handy, qui débute en 1986. Ces investissements tardent cependant à porter leurs fruits en 1987, lorsque la console est enfin prête, le studio est à court de liquidité et doit signer un accord avec Atari pour la distribuer. Celui-ci ne tourne cependant pas à l’avantage d’Epyx qui licencie une grande partie de ses employés fin 1989 avant de faire faillite et de céder son catalogue de jeux à Atari. L’éditeur fait également faillite peu de temps après et la société est rachetée par Hasbro, qui est elle-même rachetée par Infogrames quelques années plus tard.

## Historique

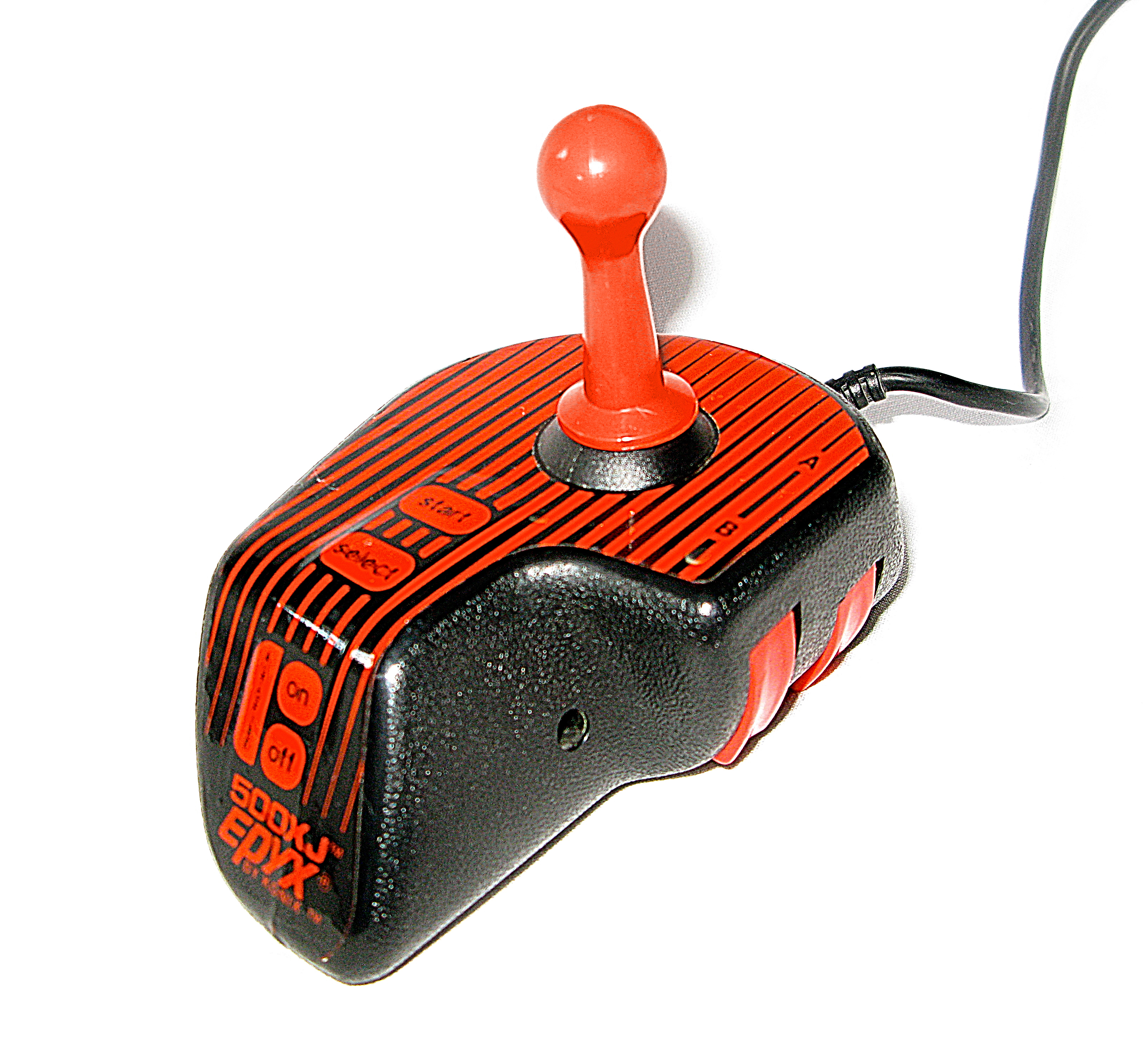
Un joystick, le Epyx 500XJ, destiné à la NES

### Création
Epyx est fondé en 1978 par Jim Connelley et Jon Freeman. Un an plus tôt, alors qu’il travaille en intérim, Jon rencontre Susan Lee-Merrow qui l’invite à participer à une partie de Donjons et Dragons. Il y rencontre Jim, l’un des maîtres du donjon du groupe, et devient un joueur régulier. Pour l’aider dans son rôle de maître du donjon, Jim achète un Commodore PET et afin de rembourser celui-ci, il a l’idée de l’utiliser pour créer un jeu vidéo et demande alors à Jon, avec qui il est devenu ami, de l’aider. Pendant quelques mois, Jon travaille donc sur la conception du jeu pendant que Jim se charge de le programmer en Basic. Ils terminent le jeu, qu’ils baptisent Starfleet Orion, quelques semaines avant noël et fondent alors Automated Simulations pour le distribuer. Après une campagne de publicité dans des magazines spécialisés, ils ne tardent pas à s’apercevoir que malgré ses graphismes primitifs, les navires y étant représentés par des points et les explosions par des astérisques, le jeu se vend plutôt bien. Ils le portent alors sur Apple II et sur TRS-80. Un an plus tard, ils publient sa suite, Invasion Orion, puis imaginent un jeu basé sur leur passion commune pour Donjons et Dragons, Temple of Apshai, qu’ils publient en 1979. Le succès critique et commercial du jeu impressionne Jim et Jon et ce qui n’était au départ qu’un moyen de rembourser un ordinateur se transforme en véritable carrière professionnelle. Ils publient ensuite de nouveaux jeux comme Rescue at Rigel en 1980 et Crush Crumble and Chomp! en 1981. À la même époque, Jon rencontre Anne Westfall, une programmeuse travaillant pour une société d’ingénierie civile, avec qui il commence une relation et qui rejoint la société.

### Développement
Alors qu’Automated Simulations atteint une taille suffisante pour se lancer dans des projets plus ambitieux, Jon et Anne décide de quitter la société pour créer leur propre studio de développement, Free Fall Associates. La direction du studio est alors profondément remaniée et son nouveau directeur, David Morse, décide de la rebaptisée Epyx. L’entreprise commence alors à se focaliser sur des jeux de combat et d’action plutôt que sur des jeux d’aventures. Jim continue néanmoins à travailler sur un projet de jeu de stratégie, Dragonriders Of Pern, mais ses ventes très inférieures à celle d’un jeu d’action comme Jumpman confortent la direction dans sa décision. Jim quitte alors Epyx avec plusieurs programmeurs du studio. Malgré le départ de ses deux fondateurs, Epyx continue à se développer et 1983 est une très bonne année pour le studio. Elle fusionne en effet avec la société Starpath, ce qui porte à 35 les effectifs du studio. Elle s’affirme également comme un acteur majeur du secteur grâce notamment au succès de Jumpman, de Pitstop et de Impossible Mission. Enfin, Epyx signe un accord important avec Geoff Brown, le fondateur d’US Gold, qui lui permet de distribuer ses jeux au Royaume-Uni. En 1984, le succès d’Epyx continue avec notamment la sortie de Summer Games, un jeu vidéo de sport basé sur les jeux Olympiques de Los Angeles, qui se vend à plus d’un million d’exemplaires. Surfant sur ce succès, Epyx publiera ensuite de nombreux jeux du même genre comme Winter Games, World Games ou California Games. En plus de ses activités de développement, la société commence à éditer les jeux d’autres développeurs et ne tarde pas à s’imposer comme un éditeur majeur. La société grandit alors très rapidement. Son chiffre d’affaires dépasse ainsi les cinq millions de dollars et elle emploie jusqu’à 200 personnes, ce qui l’oblige à déménager à Redwood City.

### Surinvestissement et faillite
Forte de ses succès, Epyx commence à investir dans de nombreux secteurs d’activités. En 1986 et malgré son manque d’expérience dans ce domaine, le studio commence à développer une console de jeu vidéo portable, baptisé Handy. Il se lance également sur les marchés des programmes sérieux, des jeux de plateau et des jeux VCR et crée même un joystick, le 500 XJ. Ces investissements tardent cependant à porter leurs fruits et en 1987, lorsque l’Handy est enfin prête, le studio est à court de liquidités. David Morse tente alors de vendre la console à Nintendo mais découvre que ce dernier est sur le point de lancer la production de la Game Boy. Il se rapproche alors d’Atari avec qui il signe un accord. La production de la console est alors confiée à Atari, Epyx étant chargé de développer les jeux qui lui sont destinés en échange d’une redevance. La console sort en 1989 sous le nom d’Atari Lynx mais cela ne suffit pas à renflouer les caisses d’Epyx qui doit licencier une grande partie de ses 76 employés le 15 septembre 1989. Le studio prévoit alors d’abandonner ses activités d’éditeur début 1990, afin de se focaliser sur le développement de jeux vidéo, notamment destinés à l’Atari Lynx, mais l’accord signé avec Atari ne fonctionne pas comme prévu,. L’éditeur a en effet inclus une clause au contrat qui oblige Epyx à corriger d’éventuels bugs dans les jeux destinés à la console en moins de 60 jours. Profitant de celle-ci, il ne remonte ses bugs à Epyx qu’au dernier moment, ce qui empêche les développeurs de les corriger dans les délais et lui donne donc un prétexte pour ne pas payer Epyx. À court de liquidités, Epyx fait finalement faillite et Atari rachète les droits de la plupart des jeux de son catalogue. Atari fait elle-même faillite peu de temps après et la société est racheté par Hasbro, qui est elle-même rachetée par Infogrames quelques années plus tard.

## Jeux
| Année | Titre                                           | Développeur                 | Genre                  | Plate-forme                                                          |
| ----- | ----------------------------------------------- | --------------------------- | ---------------------- | -------------------------------------------------------------------- |
| 1978  | Starfleet Orion                                 | Automated Simulations       | Wargame                | Apple II, PET, TRS-80                                                |
|       |                                                 |                             |                        |                                                                      |
| 1979  | Datestones of Ryn (en)                          | Automated Simulations       | Jeu vidéo de rôle      | Apple II, Atari 8-bit, PET, TRS-80                                   |
| 1979  | Invasion Orion                                  | Automated Simulations       | Wargame                | Apple II, Atari 8-bit, PET, TRS-80                                   |
| 1979  | Temple of Apshai                                | Automated Simulations       | Jeu vidéo de rôle      | PET, TRS-80                                                          |
|       |                                                 |                             |                        |                                                                      |
| 1980  | Hellfire Warrior                                | Automated Simulations       | Jeu vidéo de rôle      | Apple II, PET, TRS-80                                                |
| 1980  | Morloc's Tower                                  | Automated Simulations       | Jeu vidéo de rôle      |                                                                      |
| 1980  | Rescue at Rigel                                 | Automated Simulations       | Jeu vidéo de rôle      | Apple II, Atari 8-bit, PET, IBM PC, TRS-80, VIC-20                   |
| 1980  | Star Warrior (en)                               | Automated Simulations       | Jeu vidéo de rôle      | Apple II, Atari 8-bit, TRS-80                                        |
|       |                                                 |                             |                        |                                                                      |
| 1981  | Crush Crumble and Chomp!                        | Automated Simulations       | Jeu de stratégie       | Apple II, Atari 8-bit, C64, IBM PC, TRS-80, VIC-20                   |
| 1981  | Dragon's Eye                                    | Southern Software           | Jeu vidéo de rôle      | Apple II, Atari 8-bit, PET                                           |
| 1981  | Jabbertalky                                     | Norman Lane, Bernie DeKoven | Jeu de lettres         | Apple II, TRS-80                                                     |
| 1981  | Keys of Acheron (extension)                     | Automated Simulations       | Jeu vidéo de rôle      | Apple II                                                             |
| 1981  | Ricochet                                        |                             |                        |                                                                      |
| 1981  | Sorcerer of Siva (en)                           |                             | Jeu vidéo de rôle      | Apple II, TRS-80                                                     |
| 1981  | Tuesday Morning Quarterback                     | Charles Anderson            | Jeu de sport           | Apple II, TRS-80                                                     |
| 1981  | Upper Reaches of Apshai (extension)             | Automated Simulations       | Jeu vidéo de rôle      | Apple II, Atari 8-bit, C64, IBM PC, TRS-80                           |
|       |                                                 |                             |                        |                                                                      |
| 1982  | Alien Garden                                    | Jaron Lanier                | Art game               | Atari 8-bit                                                          |
| 1982  | Armor Assault                                   | John Weber                  | Wargame                | Atari 8-bit                                                          |
| 1982  | Crypt of the Undead                             |                             |                        |                                                                      |
| 1982  | Curse of Ra (extension)                         | Automated Simulations       | Jeu vidéo de rôle      |                                                                      |
| 1982  | Danger in Drindisti (extension)                 | Automated Simulations       | Jeu vidéo de rôle      | Apple II                                                             |
| 1982  | Escape from Vulcan's Isle                       |                             |                        |                                                                      |
| 1982  | Fore!                                           |                             |                        |                                                                      |
| 1982  | King Arthur's Heir                              |                             |                        |                                                                      |
| 1982  | Monster Maze                                    |                             | Jeu de labyrinthe      | Atari 8-bit, VIC-20                                                  |
| 1982  | New World                                       |                             |                        |                                                                      |
| 1982  | Nightmare                                       |                             |                        |                                                                      |
| 1982  | Plattermania                                    | Epyx                        | Jeu d'action           | Atari 8-bit                                                          |
| 1982  | Sword of Fargoal                                | Jeff McCord                 | Jeu vidéo de rôle      | C64, VIC-20                                                          |
|       |                                                 |                             |                        |                                                                      |
| 1983  | Dragonriders of Pern                            | The Connelley Group         | Jeu vidéo de stratégie | Atari 8-bit, C64                                                     |
| 1983  | Fax                                             |                             |                        |                                                                      |
| 1983  | Gateway to Apshai                               | The Connelley Group         | Jeu vidéo de rôle      | Atari 8-bit, C64, ColecoVision                                       |
| 1983  | Jumpman                                         | Epyx                        | Jeu de plates-formes   | Apple II, Atari 8-bit, C64, IBM PC                                   |
| 1983  | Jumpman Junior                                  | Epyx                        | Jeu de plates-formes   | Atari 8-bit, C64, ColecoVision                                       |
| 1983  | Oil Barons                                      | Epyx                        | Simulation économique  | Apple II, C64, IBM PC                                                |
| 1983  | Pitstop                                         | Epyx                        | Jeu de course          | Atari 8-bit, C64, ColecoVision                                       |
| 1983  | Silicon Warrior                                 | The Connelley Group         | Jeu vidéo de stratégie | Atari 8-bit, C64                                                     |
| 1983  | Starfire and Fire One (compilation)             |                             | Jeu d'action           | Atari 8-bit, C64                                                     |
|       |                                                 |                             |                        |                                                                      |
| 1984  | Ballblazer                                      | Lucasfilm Games             | Jeu de sport           |                                                                      |
| 1984  | Barbie                                          |                             | Jeu d'action           | C64                                                                  |
| 1984  | Break Dance (en)                                | Beck-Tech                   |                        | C64                                                                  |
| 1984  | ChipWits (en)                                   | Doug Sharp, Mike Johnston   | Jeu de simulation      | Apple II, C64                                                        |
| 1984  | Impossible Mission                              | Epyx                        | Jeu de plates-formes   | C64 – Apple II, Amstrad CPC, Atari 8-bit, Master System, ZX Spectrum |
| 1984  | Pitstop II                                      | Epyx                        | Jeu de course          | Apple II, Atari 8-bit, C64, TRS-80                                   |
| 1984  | Puzzle Panic (en)                               |                             | Jeu de réflexion       | Atari 8-bit, C64                                                     |
| 1984  | Rescue on Fractalus!                            | Lucasfilm Games             | Jeu d'action           |                                                                      |
| 1984  | Robots of Dawn                                  | Epyx                        | Jeu d'aventure         | Apple II, C64                                                        |
| 1984  | Summer Games                                    | Epyx                        | Jeu de sport           |                                                                      |
| 1984  | World's Greatest Baseball Game                  | Quest                       | Jeu de sport           | Apple II, C64                                                        |
|       |                                                 |                             |                        |                                                                      |
| 1985  | Eidolon                                         | Lucasfilm Games             | Jeu d'action           |                                                                      |
| 1985  | Fighter Pilot                                   | Digital Integration         | Jeu de simulation      | C64                                                                  |
| 1985  | G.I. Joe: A Real American Hero (en)             | Epyx                        | Jeu d'action           | Apple II, C64                                                        |
| 1985  | Hot Wheels (en)                                 |                             | Jeu de course          | C64                                                                  |
| 1985  | Koronis Rift                                    | Lucasfilm Games             | Jeu d'action           |                                                                      |
| 1985  | Rogue                                           | A.I. Design                 | Jeu vidéo de rôle      |                                                                      |
| 1985  | Summer Games II                                 | Epyx                        | Jeu de sport           |                                                                      |
| 1985  | Temple of Apshai Trilogy (compilation)          | Epyx                        | Jeu vidéo de rôle      |                                                                      |
| 1985  | Winter Games                                    | Epyx                        | Jeu de sport           |                                                                      |
|       |                                                 |                             |                        |                                                                      |
| 1986  | Boulder Dash Construction Kit                   | Epyx                        | Jeu vidéo de réflexion | Apple II, Atari 8-bit, Atari ST, C64, ZX Spectrum                    |
| 1986  | Championship Wrestling (en)                     | Epyx                        | Jeu de sport           | Apple II, Atari ST, C64                                              |
| 1986  | Destroyer                                       | Epyx                        | Jeu de simulation      | Amiga, Apple II, C64, IBM PC                                         |
| 1986  | Movie Monster Game (en)                         | Epyx                        | Jeu d'action           | Apple II, C64                                                        |
| 1986  | Rad Warrior (L'Armure sacrée d'Antiriad)        | Palace Software             | Jeu de plates-formes   |                                                                      |
| 1986  | Sub Battle Simulator                            | Epyx                        | Jeu de simulation      | Apple II, Atari ST, C64, IBM PC, Macintosh                           |
| 1986  | Super Cycle                                     | Epyx                        | Jeu de course          | Amstrad CPC, Atari ST, C64, ZX Spectrum                              |
| 1986  | World Games                                     | Epyx                        | Jeu de sport           |                                                                      |
| 1986  | International Karate                            | System 3                    | Jeu de combat          |                                                                      |
|       |                                                 |                             |                        |                                                                      |
| 1987  | Death Sword (Barbarian: The Ultimate Warrior)   | Palace Software             | Jeu de combat          |                                                                      |
| 1987  | California Games                                | Epyx                        | Jeu de sport           |                                                                      |
| 1987  | Final Assault                                   | Infogrames                  | Jeu de sport           |                                                                      |
| 1987  | Space Station Oblivion (en)                     | Major Developments          | Jeu vidéo de réflexion |                                                                      |
| 1987  | Street Sports Baseball                          | Epyx                        | Jeu de sport           | Apple II, C64, IBM PC                                                |
| 1987  | Street Sports Basketball (en)                   | Epyx                        | Jeu de sport           | Amiga, Amstrad CPC, Apple II, C64, IBM PC, ZX Spectrum               |
|       |                                                 |                             |                        |                                                                      |
| 1988  | 4x4 Off-Road Racing (en)                        | Ogdan Micro Design          | Jeu de course          |                                                                      |
| 1988  | Axe of Rage (Barbarian II: The Dungeon of Drax) | Palace Software             | Jeu de combat          |                                                                      |
| 1988  | Games: Summer Edition                           | Epyx                        | Jeu de sport           |                                                                      |
| 1988  | Games: Winter Edition                           | Epyx                        | Jeu de sport           |                                                                      |
| 1988  | Impossible Mission 2                            | Epyx                        | Jeu de plates-formes   |                                                                      |
| 1988  | L.A. Crackdown                                  | Epyx                        |                        |                                                                      |
| 1988  | Mindroll                                        | Thalamus                    | Jeu vidéo de réflexion | Amiga                                                                |
| 1988  | Legend of Blacksilver (en)                      | Quest Software              | Jeu vidéo de rôle      | Apple II, C64                                                        |
| 1988  | Revenge of Defender                             |                             |                        | Amiga, Atari ST, C64, IBM PC                                         |
| 1988  | Spiderbot                                       |                             |                        |                                                                      |
| 1988  | Street Sports Football                          | Epyx                        | Jeu de sport           | Apple II, C64                                                        |
| 1988  | Street Sports Soccer                            | Epyx                        | Jeu de sport           | Apple II, C64, IBM PC                                                |
|       |                                                 |                             |                        |                                                                      |
| 1989  | Blue Lightning                                  | Epyx                        | Jeu de simulation      | Atari Lynx                                                           |
| 1989  | Chip's Challenge                                | Epyx                        | Jeu de réflexion       | Atari Lynx                                                           |
| 1989  | ElectroCop (en)                                 | Epyx                        | Jeu d'action           | Atari Lynx                                                           |
| 1989  | Gates of Zendocon (en)                          | Epyx                        | Shoot 'em up           | Atari Lynx                                                           |
| 1989  | Omnicron Conspiracy                             | First Star Software         |                        | Amiga, Atari ST, IBM PC                                              |
| 1989  | Project Neptune                                 |                             |                        | Apple II                                                             |
| 1989  | Purple Saturn Day                               | Exxos                       | Jeu de sport           | Amstrad CPC, Amiga, Atari ST, IBM PC, ZX Spectrum                    |
|       |                                                 |                             |                        |                                                                      |
| 1990  | Zarlor Mercenary (en)                           | Epyx                        | Shoot 'em up           | Atari Lynx                                                           |
| 1993  | California Games II                             | Epyx                        | Jeu de sport           | Amiga, Atari ST, PC, Master System, Super NES                        |
| 1994  | Battle Bugs (en)                                | Epyx                        | Jeu vidéo de stratégie | PC, PlayStation                                                      |